# Munții Călimani (sit SPA)
Munții Călimani este o arie protejată (arie de protecție specială avifaunistică — SPA) din România întinsă pe o suprafață de 29.160,1 ha, integral pe uscat.

## Localizare
Situl se întinde pe teritoriile administrative ale județelor Bistrița-Năsăud (Bistrița Bârgăului), Harghita (Bilbor, Toplița), Mureș (Lunca Bradului, Răstolița, Stânceni) și Suceava (Șaru Dornei, Dorna Candrenilor, Panaci, Poiana Stampei). Centrul sitului Munții Călimani este situat la coordonatele 47°07′51″N 25°10′47″E / 47.130933°N 25.179653°E.

## Înființare
Situl Munții Metaliferi a fost declarat arie de protecție specială avifaunistică (ROSPA0133) în octombrie 2011 pentru a proteja mai multe specii avifaunistice. Acesta se suprapune cu ariile protejate Doisprezece Apostoli, Jnepenișul cu Pinus cembra - Călimani, Parcul Național Călimani și Rezervația Lacul Iezer din Călimani.

## Biodiversitate
Situată în ecoregiunea alpină a Munților Călimani, aria protejată nu include niciun habitat protejat.
La baza desemnării sitului se află 95 specii de păsări ocrotite la nivel european sau aflate pe lista roșie a IUCN; astfel: uliu porumbar (Accipiter gentilis), uliu păsărar (Accipiter nisus), pițigoi codat (Aegithalos caudatus), minuniță (Aegolius funereus), ciocârlie de câmp (Alauda arvensis), fâsă de pădure (Anthus trivialis), fâsă de munte (Anthus spinoletta), drepnea neagră (Apus apus), acvilă de munte (Aquila chrysaetos), acvilă țipătoare mică (Aquila pomarina), ciuf de pădure (Asio otus), mătăsar (Bombycilla garrulus), cocoș de mesteacăn (Bonasa bonasia), bufniță (Bubo bubo), șorecar comun (Buteo buteo), șorecar încălțat (Buteo lagopus), cânepar (Carduelis cannabina), sticlete (Carduelis carduelis), scatiu (Carduelis spinus), cojoaică de pădure (Certhia familiaris), florinte (Chloris chloris), mierlă de apă (Cinclus cinclus), botgros (Coccothraustes coccothraustes), porumbel de scorbură (Columba oenas), porumbel gulerat (Columba palumbus), corb (Corvus corax), cioară de semănătură (Corvus frugilegus), stăncuță (Corvus monedula), cristel de câmp (Crex crex), cuc (Cuculus canorus), lăstun de casă (Delichon urbica), ciocănitoare cu spatele alb (Dendrocopos leucotos), ciocănitoare pestriță mare (Dendrocopos major), ciocănitoare neagră (Dryocopus martius), presură galbenă  (Emberiza citrinella), măcăleandru (Erithacus rubecula), șoimul rândunelelor (Falco subbuteo), șoim călător (Falco peregrinus), vânturel roșu (Falco tinnunculus),  muscar gulerat (Ficedula albicollis), muscar mic (Ficedula parva), muscar negru (Ficedula hypoleuca), cinteză (Fringilla coelebs), cinteză de iarnă (Fringilla montifringilla), gaiță (Garrulus glandarius), ciuvică (Glaucidium passerinum), rândunică (Hirundo rustica), capîntortură (Jynx torquilla), sfrâncioc roșiatic (Lanius collurio), sfrâncioc mare (Lanius excubitor), forfecuța gălbuie (Loxia curvirostra), ciocârlie de pădure (Lullula arborea), mierlă de piatră (Monticola saxatilis),  codobatură galbenă (Monticola flava)), codobatură de munte (Motacilla cinerea), muscar sur (Muscicapa striata), alunar (Nucifraga caryocatactes), pițigoi de brădet (Parus ater), pițigoi moțat (Parus cristatus), pițigoi mare (Parus major), pițigoi sur (Parus palustris), pițigoi albastru (Parus caeruleus), vrabie de casă (Passer domesticus), vrabie de câmp (Passer montanus), potârniche (Perdix perdix), viespar (Pernis apivorus), codroș de munte (Phoenicurus ochruros), codroș de pădure (Phoenicurus phoenicurus), pitulice sfârâitoare (Phylloscopus sibilatrix), pitulice de munte (Phylloscopus collybita), pitulice fluierătoare (Phylloscopus trochilus), coțofană (Pica pica), ciocănitoare de munte (Picoides tridactylus), ciocănitoare verzuie (Picus canus), brumăriță de stâncă (Prunella collaris), brumăriță de pădure (Prunella modularis), mugurar (Pyrrhula pyrrhula), aușel nordic (Regulus regulus), aușel sprâncenat (Regulus ignicapillus), mărăcinar (Saxicola rubetra), sitar de pădure (Scolopax rusticola), țiclean (Sitta europaea), huhurez mare (Strix uralensis), huhurez mic (Strix aluco), silvie cu cap negru (Sylvia atricapilla), silvie de câmp (Sylvia communis), silvie mică (Sylvia curruca),  cocoș de munte (Tetrao urogallus), pănțăruș (Troglodytes troglodytes), mierlă (Turdus merula), sturzul cântător (Turdus philomelos), mierlă gulerată (Turdus torquatus), sturzul de vâsc (Turdus viscivorus) și pupăză (Upupa epops).